# Derozer
Derozer és un grup de punk rock italià format a Vicenza el 1989. Al llarg dels anys, Derozer ha passat de fer cançons amb lletres majoritàriament iròniques i personals, a cançons més contundents musicalment i políticament compromeses. De l'àlbum Alla nostra età (1998) se'n van vendre més de 200.000 còpies.

## Discografia
Àlbums d'estudi
- 1995 - Bar
- 1998 - Alla nostra età
- 2000 - Mondo perfetto
- 2002 - Chiusi dentro
- 2003 - Live in studio
- 2004 - Di nuovo in marcia
- 2017 - Passaggio a Nordest[6]

EP
- 1994 - 144

Àlbums compartits
- 1998 - Rational Inquirer#9 (amb Electric Frankestein, Torture Kitty i Who Killed Bambi)
- 1999 - Hard Days (amb Gli Impossibili)